# مختزل
المختزِل (أو العامل المختزل) في الكيمياء هو أي عنصر أو مركب كيميائي في تفاعل أكسدة-اختزال والذي يقوم بمنح إلكترون أو أكثر إلى نوع كيميائي آخر. بهذه العملية فإن المختزل يُؤكسَد، ويمنح الإلكترونات إلى المؤكسد. بعبارة أخرى فإن المختزل يخضع لعملية أكسدة، والمؤكسد يخضع لعملية اختزال.
فعلى سبيل المثال ففي التفاعل أدناه:
2[Fe(CN)6]4− + Cl2 → 2 [Fe(CN)6]3− + 2 Cl−
فالمختزل هنا هو أيون فيرو سيانيد (−4[Fe(CN)6]) والذي يمنح إلكتروناً إلى ذرة الكلور ويتحول إلى فيريسيانيد (−3[Fe(CN)6])، أي أن حالة أكسدة الحديد تغيرت من +2 إلى +3 (عملية أكسدة)، وفي الوقت نفسه فإن غاز الكلور هو المؤكسد، والذي اختـُزل بدوره إلى أيون الكلور.
أما في الكيمياء العضوية فغالباً ما يبسط مبدأ انتقال الإلكترونات أثناء عملية الاختزال بالإشارة إلى إضافة الهيدروجين إلى جزيء ما. فعلى سبيل المثال فإن البنزين يختزل إلى حلقي الهكسان بوجود حفاز من البلاتين (عملية هدرجة):

رسم تخطيطي يشرح تفاعل الأكسدة والاختزال بين الصوديوم(NA) والكلور(Cl)هنا الصوديوم هو مادة الاختزال ويعطي إلكترونًا إلى الكلور.

C6H6 + 3 H2 → C6H12

## قوة المختزلات
تكون المختزلات ذات قوة أكبر كلما زادت قدرتها على منح الإلكترونات، بمعنى آخر فأن المختزلات القوية تتألف من عناصر لها سالبية كهربية أقل، أي أن لها قدرة أقل على جذب الإلكترونات إلى النواة.
يعبر عن مقدرة مادة ما على منح أو اكتساب الإلكترونات بجهد الاختزال. كلما كانت قيمة جهد الاختزال سالبة، كلما ازدادت مقدرة النوع الكيميائي على الاختزال . بالمقابل كلما ازدادت قيمة جهد الاختزال إيجاباً، كلما زادت القوة المؤكسدة للنوع الكيميائي.
في الجدول أدناه أمثلة على تفاعلات أكسدة-اختزال وجهود الاختزال الموافقة، ويقاس جهد الاختزال بالفولت:
| مؤكسد               | مختزل         | جـهد الاختزال فولت |
| ------------------- | ------------- | ------------------ |
| Li+ + e- =          | Li            | -3.04              |
| Na+ + e- =          | Na            | -2.71              |
| Mg2+ + 2e- =        | Mg            | -2.38              |
| Al3+ + 3e- =        | Al            | -1.66              |
| 2H2O(l) + 2e- =     | H2(g) + 2OH - | -0.83              |
| Cr3+ + 3e- =        | Cr            | -0.74              |
| Fe2+ + 2e- =        | Fe            | -0.44              |
| 2H+ + e- =          | H2            | 0.00               |
| Sn4+ + 2e- =        | Sn2+          | +0.15              |
| Cu2+ + e- =         | Cu+           | +0.16              |
| Ag+ + e- =          | Ag            | +0.80              |
| Br2 + 2e- =         | 2Br-          | +1.07              |
| Cl2 + 2e- =         | 2Cl-          | +1.36              |
| MnO4- + 8H+ + 5e- = | Mn2+ + 4H2O   | +1.49              |

فعلى سبيل المثال فإن الصوديوم Na مختزل أقوى من الكروم Cr، والذي بدوره مختزل أقوى من النحاس Cu.
في بعض الأحيان تتصرف بعض الأنواع الكيميائية كمختزل وفي أحيان أخرى كمؤكسد. ينتمي غاز الهيدروجين إلى هذه الأنواع، فهو يتصرف كمختزل مع اللافلزات، في حين أنه يتصرف كمؤكسد مع الفلزات. إذا اعتبرنا تفاعل الليثيوم مع غاز الهيدروجين:
2Li(s) + H2(g) → 2LiH(s)
فإن الهيدروجين يتصرف كمؤكسد لأنه يكتسب الإلكترونات من الليثيوم:
2Li(s)0 → 2Li(s)+1 + 2e-
H20(g) + 2e- → 2H-1(g)
أما إذا اعتبرنا تفاعل الفلور مع الهيدروجين:
H2(g) + F2(g) → 2HF(g)
فإن الهيدروجين يتصرف كمختزل لأنه يمنح الإلكترونات إلى الفلور:
H20(g) → 2H+1(g) + 2e-
F20(g) + 2e- → 2F-1(g)

## أمثلة
من الأمثلة المعروفة للمختزلات هي الفلزات القلوية مثل الليثيوم والصوديوم والبوتاسيوم، والفلزات القلوية الترابية مثل الكالسيوم والباريوم.
تعد الهيدريدات من المختزلات القوية، مثل هيدريد الصوديوم وهيدريد الليثيوم وهيدريد ألومنيوم الليثيوم، بالإضافة إلى بورهيدريد الصوديوم وملغمة الصوديوم.

## اهمية المواد المؤكسدة والمختزلة
يرجع تآكل المواد إلى فعل مواد مؤكسدة أو مختزلة، ويحدث هذا التآكل بسبب الفاعلية الكهركيميائية. ولكي يحدث التآكل فلا بد من وجود مصعد ومهبط على المعدن . ويكون المصعد هو القطب الذي يفقد إلكترونات (فهو يقوم بعمل مادة مختزلة ) ، وبناء على ذلك تحدث الأكسدة على المصعد . والمهبط هو القطب الذي يكتسب إلكترونات ويعمل كمادة مؤكسدة وبالتالي يحدث الاختزال على المهبط . كما أن الظروف لا بد وأن تتهيئ لحدوث التآكل وهي وجود فرق في كمون الأكسدة، فإذا كان موجودا يبدأ التآكل إذا وُجد توصيل كهربي عن طريق الرطوبة أو كهرل.

## وصلات خارجية
- الأكسدة والاختزل في الكيمياء العضوية

## اقرا أيضا
- أكسيد
- مؤكسد
- عدد الأكسدة
- تفاعلات أكسدة-اختزال
- تكافؤ